# John Napier (matematikus)
John Napier (Laird of Merchiston) (Merchiston Tower, 1550. február 1. – Edinburgh, 1617. április 4.) skót teológus, matematikus, természettudós.

## Élete
Skót bárói családban született, anyja az orkney-i püspök lánya volt. 13 évesen lett a St. Andrews egyetem hallgatója, de rövid tartózkodás után, a diploma megszerzése nélkül távozott. Úgy tartják, hogy matematikai tudását valamelyik európai egyetemen, valószínűleg Párizsban szerezte, de erről nem maradtak fenn hivatalos feljegyzések. Valószínűleg Itáliában és Németalföldön is járt. 1571-ben már újra otthon tartózkodott, és élete hátralévő részét Merchistonban, a birtokán gazdálkodva töltötte. A Jelenések könyvéhez írott – harcos protestáns nézeteit tükröző – magyarázatai (1594) után fegyverek és harci gépezetek tervezésével foglalkozott. Kéziratai között megtalálták két gyújtótükör, egy ágyú és egy fémborítású harci szekér vázlatait.

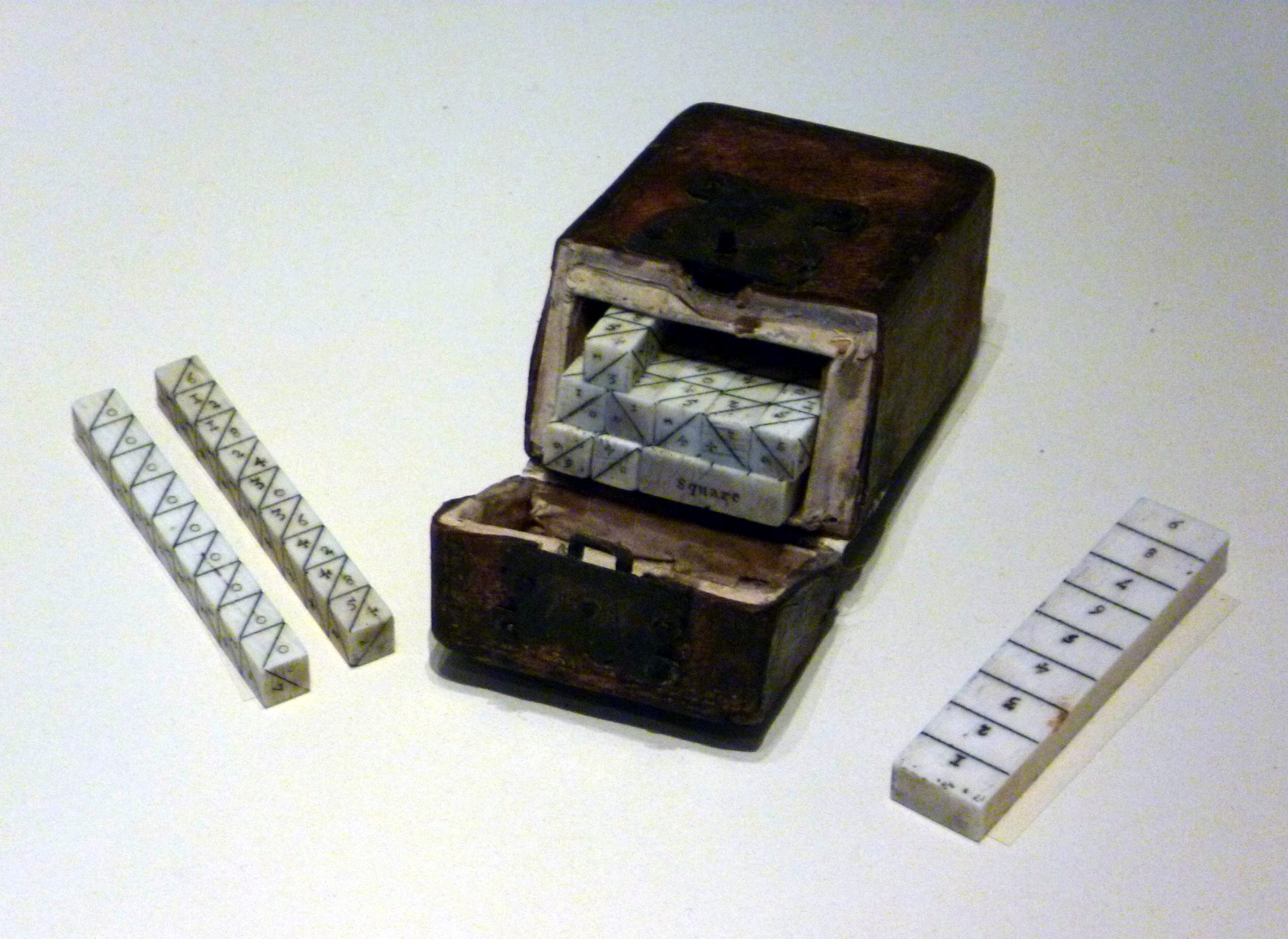
Elefántcsontból készült Napier-csont készlet 1650 tájáról

Matematikával kedvtelésből foglalkozott; saját bevallása szerint nehezen szakított rá időt teológiai munkássága mellett. Idejét legfőképpen a számításokat megkönnyítő módszerek kifejlesztésének szentelte. Legnagyobb jelentőségű felfedezése a logaritmus, amelyet valószínűleg már 1594-ben elkezdett kutatni; Mirifici logarithmorum canonis descriptio című műve 1614-ben jelent meg. A logaritmus főként a csillagászati számításokban bizonyult hasznosnak, nagy segítségére volt Keplernek is a Rudolf-féle táblázatok elkészítésében. Bevezette a tizedestörtek ma használatos jelölését is; előtte Simon Stevin holland matematikus már kidolgozott egy saját jelölést, de az nehézkesnek bizonyult. Feltalálta a róla elnevezett számolópálcákat (Napier-csontok, amiből később a logarléc kialakult), melyeknek segítségével a szorzás és osztás művelete gyorsabban elvégezhetővé vált. A gömbháromszögekhez kapcsolódik az általa felfedezett tíz Napier-analógia.
Róla nevezték el a Holdon a Napier-krátert, illetve a 7096 Napier kisbolygót.

## Írásai
- (1593) A Plaine Discovery of the Whole Revelation of St. John
- (1614) Mirifici logarithmorum canonis descriptio
- (1617) Rhabdologia (halála után jelent meg)
- (1619) Mirifici logarithmorum canonis constructio (a Descriptio előtt írta, de csak halála után jelent meg)